# Liste des aéronefs de la force aérienne afghane
 (avril 2011).
Si vous disposez d'ouvrages ou d'articles de référence ou si vous connaissez des sites web de qualité traitant du thème abordé ici, merci de compléter l'article en donnant les références utiles à sa vérifiabilité et en les liant à la section « Notes et références ».
La liste des aéronefs de l'armée de l'air afghane couvre tous les aéronefs utilisés par la force aérienne afghane, de sa création, en 1924 à 2010.

## Bombardier
- Airco DH.9A : 18 exemplaires furent achetés à partir de 1924 pour l’Afghan Military Air Arm, dont 16 construits par Duks Aircraft Works (Polikarpov R-1).
- Hawker Hart : 8 obtenus en 1937.
- Hawker Hind : 28 acquis en 1938 et qui seront retirés en 1957.
- Iliouchine Il-28 : 54 appareils acquis (y compris quatre exemples d'entrainement, Il-28U) à partir de 1957.

## Chasseur
- Bristol F.2 : Trois obtenu en 1919, ont servi jusqu'en 1929.
- Mikoyan-Gourevitch MiG-15 : 4 appareils reçus en 1951 et retirés en 1979.
- Mikoyan-Gourevitch MiG-17 : Environ 100 MiG-17F acquis en 1957.
- Mikoyan-Gourevitch MiG-19 : 36 acquis par la Royal Afghan Air Force à partir de 1964.
- Mikoyan-Gourevitch MiG-21F-13 : 40 appareils reçus en 1965 et retirés en 1999.
- Mikoyan-Gourevitch MiG-21MF : 70 appareils reçus en 1980 et retirés en 2001.
- Mikoyan-Gourevitch MiG-21bis : 50 appareils reçus en 1980 et retirés en 1999.

## Chasseur/Bombardier

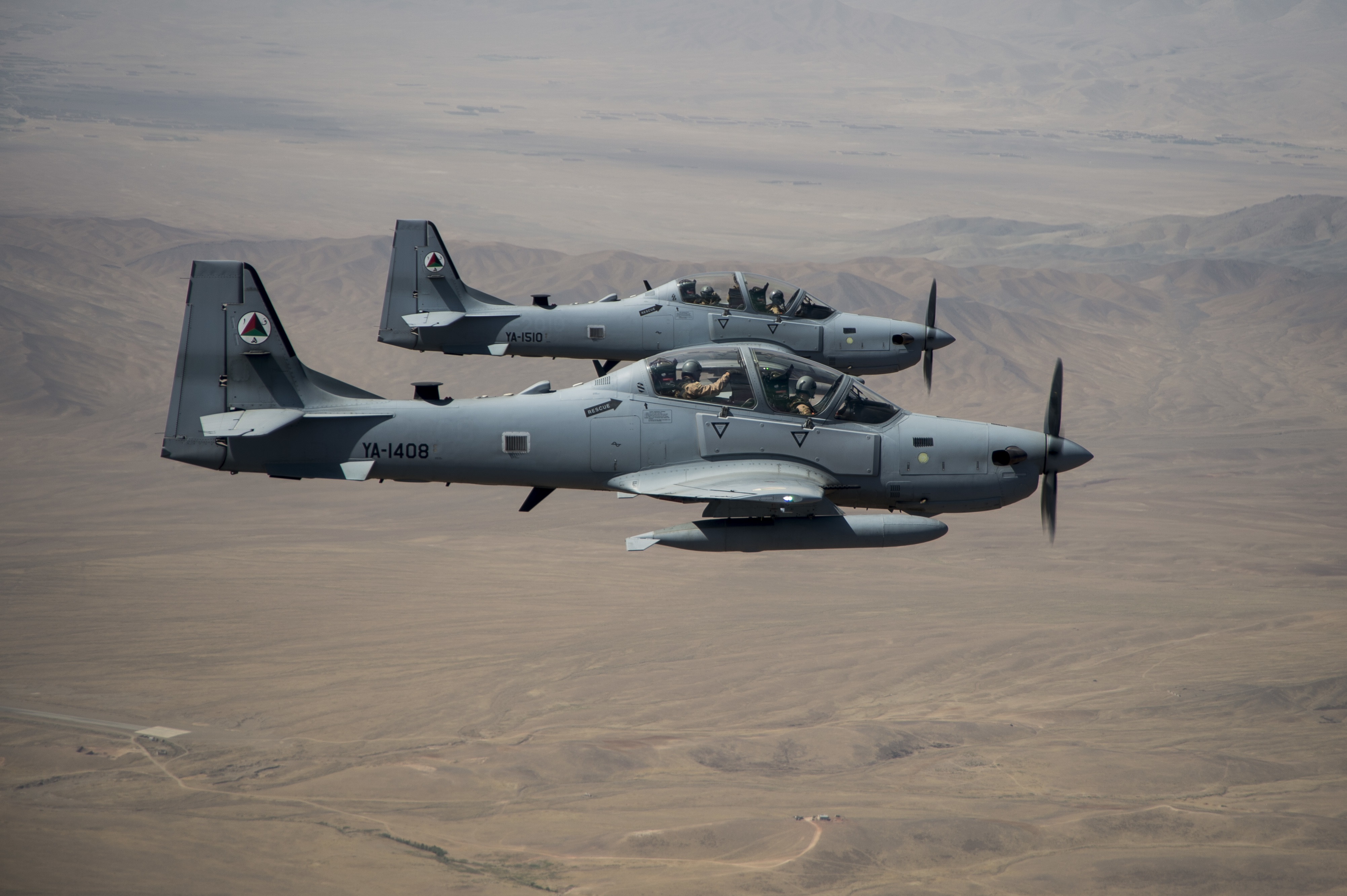
Des EMB 314 Super Tucano afghans en août 2016.

- Aero L-39 Albatros : L’école de pilotage de Sherpur a reçu 8 L-39C en 1977, 6 en 1983 et 2 en 1984. Certaines sources parlent de 26 appareils livrés, mais 3 seulement semblaient encore en service fin 2006.
- Embraer EMB 314 Super Tucano :  20 commandés en février 2013, les trois premiers livrés le 15 janvier 2016[1].
- Sopwith 1½ Strutter : Quelques appareils acquit en 1921 mais retirés en 1924.
- Soukhoï Su-7 : 46, dont 16 de version d'entrainement Su-7U, ont été livrés à la Royal Afghan Air Force en 1972.
- Soukhoï Su-17 : 25 avions de combat livré à partir de 1982 et retirés en 2001.
- Soukhoï Su-22 : 45 avions de combat livré à partir de 1984 et retirés en 2001.

## Entrainement
- Avro Anson : La Royal Afghan Air Force a reçu 13 Anson 18 à partir de 1948, certains étant utilisés jusqu’en 1972.
- Breda Ba.25/28 : 8 obtenus à partir de 1937, éliminés en 1945.
- Mikoyan-Gourevitch MiG-15UTI : 100 avions d'entrainement reçus en 1957 et utilisés jusqu'en 1998.
- Yakovlev Yak-11 : 14 avions d'entrainement obtenus en 1958 et utilisés jusqu'en 1999.
- Yakovlev Yak-18 : 14 avions d'entrainement obtenus en 1957 et utilisés jusqu'en 2001.

## Hélicoptères
- Mil Mi-1 : 12 hélicoptères utilitaires reçus à partir de 1957 et conservé jusqu'en 1976.
- Mil Mi-2 : Environ 6 livrés comme hélicoptères de transport utilitaire en 1982.
- Mil Mi-4 : 18 hélicoptères reçus en 1963 et restants en service jusqu'en 1997.
- Mil Mi-8/17 : 65 ont été acquis par l'Afghanistan, avec des livraisons de 30 Mi-8 en 1971, et 35 Mi-17 en 1987. Il y aurait en 2010 environ 15 Mi-8, Mi-8PS et Mi-17 et quelque 14 Mi-17 arrivés en provenance de Slovaquie, République tchèque et les EAU. Un contrat passé par l'armée de terre des États-Unis en mai 2011 porte sur la livraison de 21 hélicoptères de transport Mi-17B5 entre 2011 et 2012[2].
- Mil Mi-24 : 115 hélicoptères de combat livrés à partir de 1979. En 2010, seulement 12 sont encore en service dans la force aérienne afghane.
- Mil Mi-35 : 6 appareils provenant des surplus tchèques livrés à Kaboul le 1er décembre 2008.

## Transport
- Aeritalia G.222 : 18 G-222 d'occasions provenant de l'aviation militaire italienne achetés par l'United States Air Force et livrés après reconditionnement entre septembre 2009 et 2011. Très peu opérationnels, démolis en décembre 2012[3].
- Antonov An-2 : Plus d'une douzaine d'appareils reçus en 1957 pour une variété de rôles de transport utilitaire, certains sont restés en service jusqu'en 2000
- Antonov An-12 : 12 reçus en 1981 pour le transport aérien lourd, opérationnelle jusqu'en 2001
- Antonov An-14 : 12 reçus en 1985 et utilisés jusqu'en 1991.
- Antonov An-24 : 6 reçus à partir de 1975 et utilisés jusqu'en 2001.
- Antonov An-26 : Plus de 20 reçus à partir de 1975 pour les transports de fret militaire, mais il n'en reste qu'un seul en service aujourd'hui.
- Antonov An-30 : La De Afghan Hanoi Quirah en reçu un en 1985 mais qui fut détruit dans les années 1990.
- Antonov An-32 : pas moins de 20 appareils reçus à partir de 1987. Les 6 derniers seront retirés du service en 2011.
- Iliouchine Il-14 : 26 reçus en 1955, ont servi jusqu'en 2001.
- Junkers F 13fe : 4 appareils obtenus en 1924, ont servi jusqu'en 1939
- Junkers G 24ge : 1 obtenu en 1928.
- Pilatus PC-12/47E : 18 appareils équipés ISR et destinés à la Special Mission Wing (forces spéciales) sont commandés par le Pentagone à l'américain Sierra Nevada Corp en octobre 2012 pour 218 millions de dollars américains[4]. En mars 2015, 13 appareils étaient en service.
- C-130 Hercules : 4, livraison prévu en 2013